# Esperanto Association of Britain
La Esperanto Association of Britain/Esperanto-Asocio de Britio (EAB), letteralmente "Associazione Esperantista Britannica", è una associazione benefica il cui obiettivo è sviluppare l'apprendimento della lingua internazionale Esperanto. Essa è la massima associazione esperantista con sede nel Regno Unito; rappresenta quest'ultimo in seno all'Associazione Universale Esperanto.
Le sue attività principali comprendono la pubblicazione e distribuzione di materiali informativi sulla lingua e l'organizzazione di corsi e conferenze. L'associazione gestisce inoltre un sistema di vendita tramite cui cura la distribuzione di opere letterarie in lingua esperanto nel Regno Unito.
L'associazione pubblica attualmente La Brita Esperantisto, una rivista letteraria in esperanto, ed Esperanto Update, bollettino scritto per la maggior parte in lingua inglese che descrive gli eventi e le novità del movimento esperantista.
Fino all'aprile 2001 l'EAB aveva sede ad Holland Park, a Londra; in tale data l'associazione si è trasferita nel Wedgwood Memorial College di Barlaston, a Stoke-on-Trent, nello Staffordshire, dove ha sede tuttora, e dove si trova altresì la Biblioteca Montagu Butler, una delle più ricche biblioteche di esperanto al mondo.
La sezione giovanile dell'EAB è la Junularo Esperantista Brita.